# Tone Wilhelmsen Trøen
Tone Wilhelmsen Trøen, född 23 februari 1966 i Bærum i Norge, är en norsk politiker. Hon är Stortingspresident (talman) sedan 15 mars 2018 och leder arbetet i norska Stortinget.
Trøen representerar det konservativa partiet Høyre.